# Зовнішньополітична доктрина
Зовнішньополіти́чна доктри́на — це загальна заява про зовнішню політику, а також система переконань виражена через доктрину. У деяких випадках заяву робить політичний лідер, зазвичай керівник країни або головний дипломат. Наприклад, Річард Ніксон обґрунтував у своєму виступі поетапне виведення військ США з В'єтнаму, цю заяву стали називати Доктриною Ніксона. Ця модель іменування не є універсальною, китайські науковці, до прикладу, дають своїм доктринам номери.
Метою зовнішньополітичної доктрини є надання загальних правил для проведення зовнішньої політики, шляхом вирішенням ситуацій що виникають у міжнародних відносинах. Ці правила дозволяють політичним керівникам нації діяти у полі міжнародних подій і пояснювати дії нації щодо інших народів. Доктрини, як правило, не призначені, щоб уособлювати в собі негативні напрями політики, це явище також не слід плутати з догмами.
- Доктрина Монро
- Доктрина Пальмерстона
- Доктрина Блера
- Доктрина Трумена